# Pascha Jims dagbok
Pascha Jims dagbok är ett studioalbum från 1996 av den svenske rockmusikern Staffan Hellstrand.
Garagerockbandet The Nomads, som tidigare gästspelat på Eld, ackompanjerade här Hellstrand på ett helt album.
Detta album är Hellstrands första i samarbete med Michael Ilbert, som också har producerat eller medproducerat Underbarn, Elektriska gatan och Motljus.
Låtarna "Du går aldrig ensam", "Fanfar", och "Precis som du är"  gavs ut som singlar.

## Låtlista
Musik och text av Staffan Hellstrand där inget annat anges.
| Nr  | Titel               | Längd | Notering                                                |
| --- | ------------------- | ----- | ------------------------------------------------------- |
| 1.  | Fanfar              | 3:03  |                                                         |
| 2.  | En ny Ida Lupino    | 3:37  |                                                         |
| 3.  | Precis som du är    | 5:09  |                                                         |
| 4.  | Blåljus             | 2:28  |                                                         |
| 5.  | Du går aldrig ensam | 4:07  |                                                         |
| 6.  | Ingen ska få andas  | 2:35  |                                                         |
| 7.  | Marlene             | 3:32  |                                                         |
| 8.  | Gå hem              | 3:46  |                                                         |
| 9.  | Vargbanen           | 2:51  | musik och text av The Nomads, svensk text av Hellstrand |
| 10. | Pascha Jim          | 4:23  |                                                         |
| 11. | Trösta mej          | 3:19  |                                                         |

## Medverkande
- Staffan Hellstrand: sång, gitarr, mellotron, piano
- Fredrik Blank: gitarr, kör
- The Nomads:
  - Jocke Ericson: trummor
  - Björne Fröberg: bas
  - Nix Vahlberg: gitarr
  - Hans Östlund: gitarr
- Joakim Milder: stråkarrangemang
- Frank Minarik: farfisaorgel
- Margareta Nilsson: harpa
- Magnus Persson: slagverk
- Idde Schultz: kör
- Stråkmusiker ur Stockholms Nya Kammarorkester (SNYKO)

## Listplaceringar
| Lista (1996-1997) | Position |
| ----------------- | -------- |
| Sverige           | 14       |

### Fotnoter
1. ↑  Information i Svensk mediedatabas.
2. ↑  Information i Svensk mediedatabas.
3. ↑  Information i Svensk mediedatabas.
4. ↑  Information i Svensk mediedatabas.
5. ↑  Listplacering